# Michal Hocek
Michal Hocek (* 11. prosince 1969 v Benešově, Československo) je český vědec působící na ÚOCHB AVČR (Distinguished Chair) a profesor organické chemie na Univerzitě Karlově v Praze, který se specializuje na chemii a biologii nukleosidů, nukleotidů a nukleových kyselin.

## Profesní kariéra
Michal Hocek studoval Vysokou školu chemicko-technologickou v Praze, kde dokončil pod vedením prof. Josefa Kuthana magisterský (1993) obor organická chemie. Vědeckou aspiranturu absolvoval na Ústavu organické chemie a biochemie AV ČR pod vedením prof. Antonína Holého, kterou úspěšně zakončil v roce 1996. Michal Hocek následně odjel na roční postdoktorskou stáž k profesoru Léonu Ghosezovi na Katolickou univerzitu v Lovani v Belgii (1997). Po návratu ze stáže pracoval jako vědecký pracovník na ÚOCHB AV ČR v laboratoři prof. Holého (1998–2002).
V roce 2002 se Michal Hocek stal vedoucím skupiny modifikovaných nukleobází na ÚOCHB. V letech 2004–2006 vedl oddělení Syntéz pro biomedicinální aplikace na ÚOCHB AV ČR. V roce 2006 získal titul doktor věd (DSc) udělovaný Akademií věd ČR a zároveň se habilitoval na VŠCHT Praha.
V roce 2007 započal Michal Hocek svou plně nezávislou vědeckou kariéru jako vedoucí vědecké skupiny na ÚOCHB AV ČR. V letech 2011–2014 také působil jako docent na Katedře organické chemie Přírodovědecké fakulty UK, kde byl následně v roce 2014 jmenován profesorem organické chemie.
Michal Hocek působil a nadále působí jako redaktor vědeckých časopisů. V letech 1998–2011 byl šéfredaktorem časopisu Collection of the Czechoslovak Chemical Communications a od roku 2011 působí v redakční radě časopisů ChemPlusChem a ChemBioChem. V roce 2013 se stal členem F1000 pro chemickou biologii. Je členem České společnosti chemické, American Chemical Society a International Society for Nucleosides, Nucleotides, and Nucleic Acids (IS3NA).
V září 2016 byl prof. Hocek hostem pořadu Hyde Park Civilizace, známého českého televizního programu nabízejícího rozhovory s předními zahraničními i českými vědci a dalšími osobnostmi. Prof. Hocek je autorem více než 290 vědeckých publikací a několika patentů (květen 2025). Jeho práce byly citovány 9500krát a dosáhl h-indexu 51.

## Vědecké zájmy
Vědecké zájmy lze rozdělit na tyto hlavní oblasti:
1. Syntetické postupy: Vývoj nových syntetických metod pro přípravu funkcionalizovaných nukleobází, zvláště použitím C-H aktivačních reakcí a katalýzy přechodnými kovy.
2. Medicinální chemie: Syntéza nových nukleobází, nukleosidů a nukleotidů s protivirovými a protinádorovými účinky.
3. Bioorganická chemie a chemická biologie: Enzymová syntéza oligonukleotidů, DNA a RNA nesoucích nejrůznější modifikace vhodné pro využití jako redoxní a fluorescenční značky, pro regulaci genové exprese, vazbu s dalšími makromolekulami a epigenetiku.

## Ocenění
- 1999 – Cena Alfreda Badera pro mladé vědce za vynikající výsledky v oboru organické a bioorganické chemie[2]
- 2004 – Prémie Otto Wichterleho pro vynikající mladé vědecké pracovníky Akademie věd ČR
- 2004 – Cena Akademie věd pro mladé pracovníky
- od 2008 – Předseda organizačního výboru konference Symposium on the Chemistry of Nucleic Acid Components[10]
- 2015 – Akademická prémie udělená Akademií věd ČR[11][12]
- 2015 – Člen ChemPubSoc Europe[13]
- 2017 – Volený člen Učené společnosti České republiky[14]
- 2019 – Cena Rudolfa Lukeše za vynikající výsledky v oboru organické, bioorganické nebo medicinální chemie od České společnosti chemické

## Osobní život
Michal Hocek byl ženatý s Danou Hockovou (zemřela 3. 5. 2021), která byla rovněž vědkyní. Žije se svými dcerami Michaelou a Lucií v Praze. Michal Hocek je náruživý lyžař, gurmet a milovník vína.